# 大都

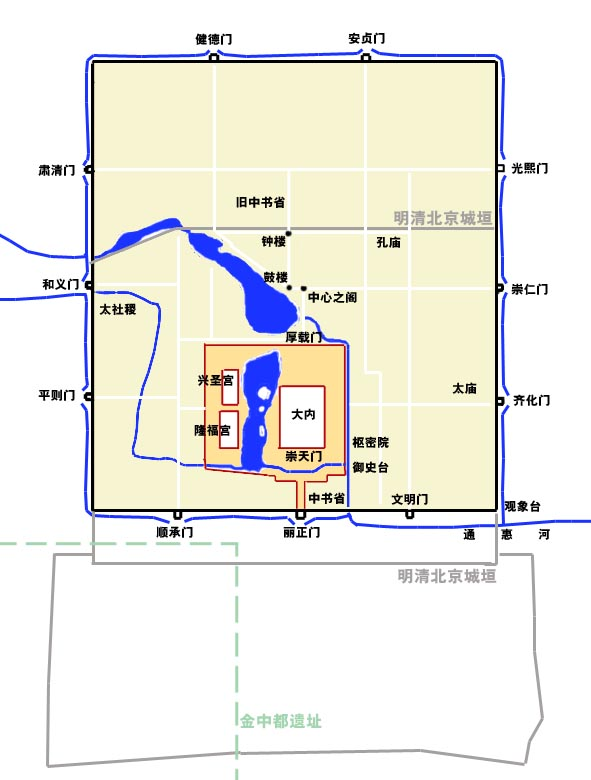
大都全景。南に宮城が配置され、その周りを皇城が囲む。外側には役所、住宅地、商業地区、運河などがあり周囲が28,6キロもある城壁に囲まれていた。

大都（だいと）は、モンゴル帝国（元朝）のクビライ・カアンが1267年から26年を費やして現在の北京の地に造営した都市で、元朝の冬の都（冬営地）である。現在の中華人民共和国の首都の北京の直接の前身であり旧市街に匹敵するほどの規模を持つ、壮大な都市だった。

## 概要
ペルシア語の史料では大都の音写である「ダーイドゥー」（دايدو Dāydū）およびモンゴル語、テュルク語で「カアン（ハーン）の都」を意味する「ハンバリク」（خان باليق Khān Bālīq / Qan-balïq）で呼ばれている。マルコ・ポーロなど西欧諸国で「カンバルク」（Cambaluc）と呼ばれているのは後者に由来したものである。
北京地方はモンゴル高原・東北地区（満州）と中国中原の間の中継点に当たることから軍事的に重要な土地で、契丹人の遼は南京析津府を設置し、遼を滅ぼした金は中都大興府を置かれた。大都の前身である中都は、『集史』では「ジューンドゥー」（Jūngdū）と称されており、チンギス・カン治世中の廷臣ジャアファル・ホージャが城内に広大な土地を有していたことや、モンケ時代には中都城内のムスリム住民は3,000戸であったこと、さらにサイイド・アジャッルもここに庭園を持っていたなど、1215年の陥落以来、中都はモンゴル帝国の華北支配の要としてムスリム官僚をはじめとしてモンゴル帝国初期から中央アジアからのムスリム系の住民たちが多く集中して居住していたようである。現在の北京市内の南西部にある牛街礼拝寺は中国でも最古級のモスクであるが、これも中都城内にある建物である。もともと「ハンバリク」とはこの中都を指していたようである。
1215年5月、モンゴル帝国（大モンゴル・ウルス）の圧力を受けた金が中都を放棄し、チンギス・カンの親征にともないモンゴル帝国軍による攻囲ののち接収されてその支配下に入った。中都の名は、燕京に戻された。中国北部を支配することとなったモンゴルの支配者のなかでは当初、燕京からいかに多くの財物を奪うかに関心が集まっていたという。
モンゴル本土と中国の中継点であることからいち早くモンゴル帝国による北中国支配の拠点として復興され、燕京大興府と称した。チンギス・カンとオゴデイ・カアンの時期は耶律楚材など現地の漢人官僚たちによって運営が任されていたが、1251年7月にモンケが即位するとモンゴル帝国を3つの巨大行政府に分割し、そのうちの一つ、燕京等処行尚書省が設置された。オゴデイの時期にはマフムード・ヤラワチがこの長官として中央アジアから派遣され、サイイド・アジャッルなどがこの補佐として赴任している。こうして燕京はモンゴル帝国治下の重要な拠点都市として帝国東部の中心都市として位置付けられるようになった。同年に中国方面における軍事と内政を任され、後の開平府となる金蓮川に入府した弟のクビライは、ついで燕京に入りこの地の統治権一切を掌握した。

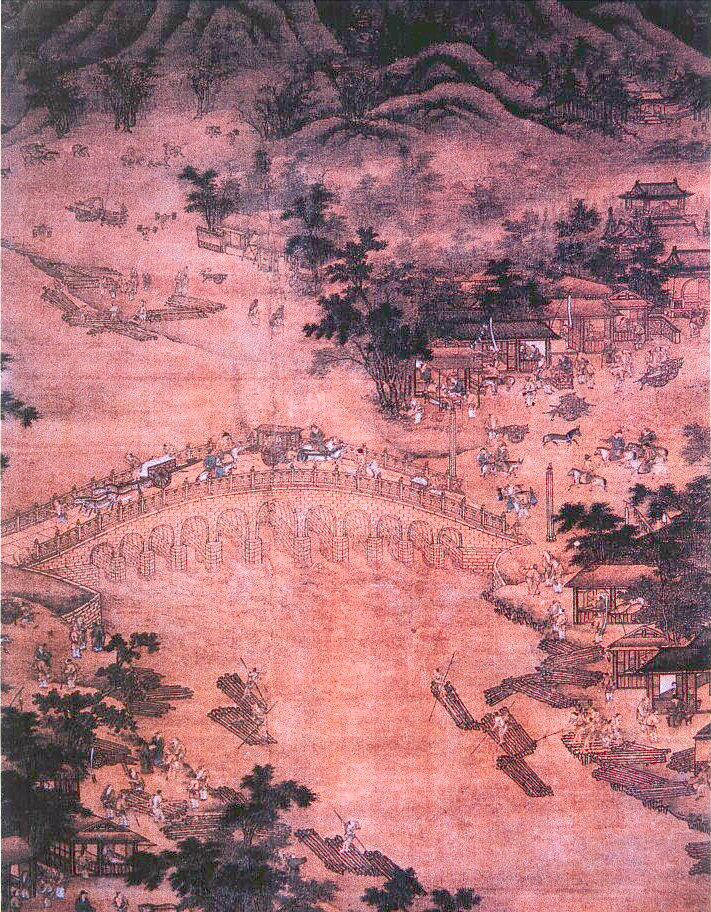
1266年、大都建設のため盧溝橋を渡るクビライ一行

モンケ・カアン（在位:1251年 - 1259年）没後、キヤト・ボルジギン家中では後継をめぐって内紛が生じた。アリクブケとの後継者争いに勝利し、内紛を制して1260年に即位したクビライ（在位:1260年 - 1294年）は、はじめて中国風の元号「中統」を立て、1266年以降、金の中都の北東に中国式の方形様式を取り入れた冬の都（冬営地）として「大都」を築いた。クビライは即位以前からの根拠地の開平府（現在の内モンゴル自治区シリンゴル盟正藍旗南部）を「上都」に格上げして夏の都（夏営地）とし、両都にそれぞれ3カ月ずつ滞在するものの、それ以外は遊牧民の風習を固く維持して、毎年両都の間約350キロメートルの距離を季節移動した。この移動ルートがいわばクビライの帝国の「首都圏」であった。この「首都圏」は草原と中華をつなぐブリッジ機能を果たしており、大都の建設と移動生活の継続は、クビライがモンゴル高原の遊牧軍事力に加えて中国内地の農業生産力を取り込もうとした結果だったとみることができる。クビライは1264年に「至元」と改元し、1271年には国号を「大元」に改めた。クビライは1268年以降本格的な南宋攻撃を開始し、南宋が名実ともに滅んだのは1279年のことであった。契丹の燕雲十六州の占領以降、延々と続いてきた南北対峙の状況はこのとき終わりを告げた。同時に、北京は中国統一王朝の首都としてのあゆみを開始したのであった。現在の北京の位置と大枠はこれ以降長きにわたって継承され、今日に至っている。
クビライは大都建設を1266年に発表し、1267年に邢州邢台県出身（本貫は瑞州）でかつて僧侶だった腹心の部下の劉秉忠（りゅうへいちゅう）に命じて築かせた。劉秉忠は1274年に死去し、一応の完成をみたのは、四半世紀を経た1292年のことであった。
大都は全くの「更地」からつくられた純然たる計画都市であった。そのような例は、北魏の洛陽城、隋の大興城、金の中都など非漢族王朝においてみられるものの、中国史全体でみるときわめて少数な例に属する。机上のプランを大地に転写した都市ということもできるが、そこには中国の伝統的な空間理論、風水思想、帝権至上思想における理想が忠実に反映されている。とりわけ、古来、中華の国都の理想形とされてきたにもかかわらず、一度もそのとおり造られたことのない『周礼』考工記のプランをほぼその通りに適用したところに大きな特徴がある。それは、縦・横に大道9条を配置し、ほぼ正方形に近く（厳密にいえばやや南北に長い方形である）、外周に3つずつ（北面のみ2つ）の城門を設けており、前方（南面）に朝廷、後方（北面）に市場、朝廷の左方（東面）に太廟、右方（西面）に社稷壇を設けて、中華の伝統的な都城設計思想に則った、きわめて統制のとれた整然たる都市であった。現在の天安門付近に都城の正門として高さと華麗さを誇る麗正門があり、「天子、南面す」の風水の思想が墨守されていた、さらに、遼朝に始まる宮城－皇城－都城の三重構造を示しており、これには三田村泰助（東洋史学）によって周代の「國」の字の具象化であるとの指摘がなされている。四周の総延長は28.6キロメートルで、従来にない規模であった。
大都はまた、内陸部にありながら市街の中央に港湾をもつという点でも稀有な都市であり、その点に関してはきわめて独創的で野心的な都市であった。積水潭と称されるその港は、北方の山脈から取水した水を人工河川によって誘導して造営された。積水潭は、通恵河と称する運河によって大都の東方約50キロメートルの通州と結ばれていた。そして、その通州は3つの運河、すなわち御河によって南方の諸地域と、白河によって直沽すなわち現在の天津市と、大運河によって杭州と、それぞれ結ばれていた。これは、クビライが大都建設時点で南宋支配をすでに前提に入れて帝国支配を考えていたことの証左であり、また、後世の上海・天津の発展にもつながる水上ネットワークの整備の端緒となった。江南の諸港は、それ以前より東南アジアやインド洋を経て西アジアやヨーロッパへの「海のシルクロード」に向けて開かれていたが、モンゴルはこれをさらに組織化した。陸上交通も大都を中心に網の目のように整備され、大都・上都間に4本の幹線が建設されたほか、オゴデイ・カアン（在位:1229年 - 1241年）によって整えられたカラコルムを中心とするジャムチ（駅伝）の制を上都に接続させた。大都はこうして「草原の道」（ステップ・ルート）の起点ともなった。陸上交通においては上都、海上交通においては直沽、内陸水運においては通州というサブターミナルを通じて、大都は東西交流の一大中心となった。クビライの目は中華を越えて世界に注がれていたと言ってよい。物資の輸送量は飛躍的に増大し、海のシルクロードを通してさまざまな国際商品が大都にもたらされ、国際商業都市として空前の繁栄を極めた。大都には西方の旅行者・商人も多く訪れ、その繁栄ぶりは、イブン・バットゥータやマルコ・ポーロなどの旅行記でヨーロッパにまで伝わった。
大都の元朝下での都市状況については、ヴェネツィアの商人マルコ・ポーロの証言が貴重な文献資料となっている。マルコは、1271年に父のニコロ、叔父のマテオとともにアジアへの旅に出かけ、クビライに拝謁して17年間彼に仕えた。マルコ・ポーロが大都を初めて目にしたのは1275年のことであった。征服王朝である大元ウルスでは、圧倒的多数を占める被支配民族たる漢族を効果的に統制するため、厳重な人種的支配体制を築いた。すなわち、一方ではモンゴル支配に不満をいだくであろう漢族に対する抑圧を強め、他方では色目人と称される西域の人びとを優遇して中間支配層に組み入れてモンゴル人と漢人とが直接向き合い、衝突することを避けたのである。マルコ・ポーロは『世界の記述』（東方見聞録）のなかで、12人の色目人宰相のなかの一人、アハマッドというムスリム宰相について言及している。色目人には、中央アジア系やペルシャ系などのイスラーム教を奉じる人びと、キリスト教徒が含まれており、マルコ自身もクビライの信任厚かった一人である。クビライの母のソルコクタニ・ベキは唐代三夷教のひとつ、景教（ネストリウス派キリスト教）が早くから伝わったケレイト部出身であり、彼女自身もキリスト教に帰依していたといわれる。クビライは、この点からもマルコらに親近感をいだいていたようである。『世界の記述』（東方見聞録）には、以下のような記述がある。
『東方見聞録』は、情報提供者の偏見や伝聞に由来する多くの誤りを含んでいることも知られているが、大都に関する情報に関しては、かなりの程度信頼することができ、ある程度の事実を説明しているものと評価しうる。記述からは、彼にとって壮大な方形の城や大道、碁盤の目のように区画された市街は驚異の対象だったことがうかがえる。クビライは、金の中都がモンゴル・金戦争で荒廃したので、そのやや北にある、現在の北海・中南海周辺のかつての金の離宮に住み、ここを中心に大都を建設したとされてきた。これに対し、『東方見聞録』の伝えるところでは占星師が古都には反乱の兆しがあると進言したために河川ひとつ隔てた隣接地に新たな都城を建設したという。位置としては全くその通りで何の矛盾もなく、クビライは占星師や風水師については、漢族仏教徒の見解も含めてこれをきわめて尊重し、また、上述のとおり、大都の空間構成には風水思想の影響も濃厚にみられるところから、『東方見聞録』の説明には傾聴すべきものがある。ただし、数字にはいくらか誤りがあり、元末に著述された陶宗儀『輟耕録』には「京城周囲60里、城門11」とあり、食い違いが生じている。現代の実測結果にしたがえば、『輟耕録』の方が正しい数字を伝えているようである。

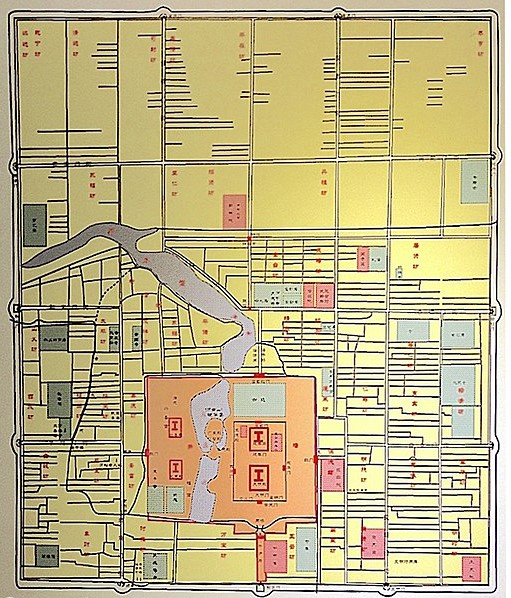
大都の都城全域図
----
オレンジ色部分が皇城。そのなかに長方形の宮城があり、大明殿と延春閣の二大建物があった。

都城の城壁はすべて版築の技法が用いられた土城であり、新中国成立後の実測によれば底部の幅は24メートルに達していた。土城の防雨と排水については建造当初から憂慮され、実際に雨水が土城の浸食により被害を蒙ったこともあり、煉瓦で覆う策は幾度も出され、民間から自費改修の申し出さえあったが、元朝はこれを却下している。結局、この問題に関しては元朝下では解決ができなかった。大都の四隅には巨大な角楼が建てられていた。現在の建国門の南側にある明・清代の天文台の旧址は、かつて大都の城壁東南隅に設けられた角楼の跡である。元の大都では、都城の城壁内に人びとが収まりきれず、城外町が各城門から伸び、繁栄していた。
皇城（大内裏）は都城の南部中央に位置し、その南側城壁中央の正門を霊星門といい、場所は現在の故宮の午門付近にあった。その南に都城全体の門である上述の麗正門があり、両門の間には皇城前広場があってその左右両側には約1.1キロメートルの千歩廊があった。この広い空間は、元朝以前は皇城の内側にあったのを大都では皇城正門前に配置したものであり、これは都市平面構成における従来からの大きな転換であった。皇城の城壁は周囲約11キロメートルであり、そのなかに宮城（内裏）・隆福宮・興聖宮などの大建築と御苑があった。御苑には皇族の人びとが観賞するための樹木や草花が栽培されており、水は太液池から引かれていた。
宮城は金代の離宮跡に建造され、城壁延長は3.4キロメートル弱で、城壁には煉瓦が用いられていた。内部は石畳が敷かれていたという。城壁の南側には中央の崇天門（午門）はじめ3つの門があり、西壁には西華門が、東壁には東華門があった。この東西両壁は現在の故宮の東西両壁とほぼ同じ位置にあたる。宮城城壁の四隅にはいずれも三層の角楼があり、瑠璃色の瓦で葺かれていた。宮城内の二大建築は「大明殿」と称される謁見殿と「延春閣」と称される皇帝の私的空間であり、いわゆる外朝と内廷にあたっている。いずれも黄色い瓦で葺かれていたといわれる。崇天門と大明殿・延春閣、および延春閣近くの清寧宮は一直線に並べられており、さらに、この直線は大都を南北に貫く都市計画上の中軸線と一致していた。1273年に落成した大明殿は、長朝殿とも称し、皇帝即位・元旦・皇帝の誕生日の慶祝はじめ重要な儀式はすべてここで執り行われた。宮殿の台基は三層でいずれも竜鳳の彫刻が施された欄干をめぐらし、欄干のそれぞれの柱の下には首を伸ばしたすがたの大亀が置かれた。大明殿のなかには七宝・雲竜の御榻（ぎょとう）・白蓋金縷（はくがいきんる、白い錦に金色の刺繍）の褥（しとね）が置かれていた。御榻とは玉座を置いた長椅子のことであり、元朝の重要な式典では皇帝とともに皇后が御榻に座って朝拝を受けた。これはモンゴル民族にはあって漢民族にはない慣習であった。大明殿よりもさらに高層であった延春閣は、仏教や道教にかかわる行事が行われたり、宴会の催される場所であった。大明殿と延春閣の後方にはいずれも寝殿が設けられていた。
元代の宮殿は漢民族の伝統を中心にすえながらも、多様な民族の特色が採り入れられており、築造技術や構造、用材・装備などの諸点で新しい試みもなされていた。宮殿の平面プランでは多く「工」字形、すなわち主殿級建物を2つ配置して、これを渡り廊下でつなぐという方法が採られた。インテリアはモンゴル的特色が濃厚で、壁掛けやじゅうたんが多用された。
クビライ・カアンはチベット仏教の僧パクパを招請し、彼にモンゴル人たちのための文字を創生させ、1269年、この文字（パスパ文字）を国字とする旨の詔書を公布した。クビライはチベット仏教や禅宗を厚く保護し、以降歴代の皇帝も仏教を厚く保護して、大都に寺院を次々と寄進した。その一つが、現在でも残る西城区の妙王寺であり、白塔で知られる。道教では、東岳大帝を祀った北京東岳廟も元代に築造された。大都は地方政権の一中核都市からモンゴルという世界帝国の首都として躍進し、通商を重視したクビライの許で全ウルスの経済的中心として位置付けられ以前にもまして著しく発展した。
1368年にトゴン・テムル・カアン（順帝）により放棄されると、明のもと大都は北平と改称され、規模を縮小されて、太祖洪武帝朱元璋の四男の燕王朱棣に与えられた。朱棣が靖難の変で帝位を奪い、永楽帝として即位すると対モンゴル政策の拠点として再び重視され、大都の3分の2程度の規模で北京が建設され、明の首都となった。永楽帝は元代の宮殿を徹底的に破壊し、その上に新たに紫禁城（現在の故宮博物院）を建設した。現在の故宮博物院の北にある景山は、このとき宮殿の堀を掘った際に出た余り土を積み上げて造られた、人工の山である。
これ以降、北京は現在に至るまで中国の首都として繁栄することになる。

関連画像
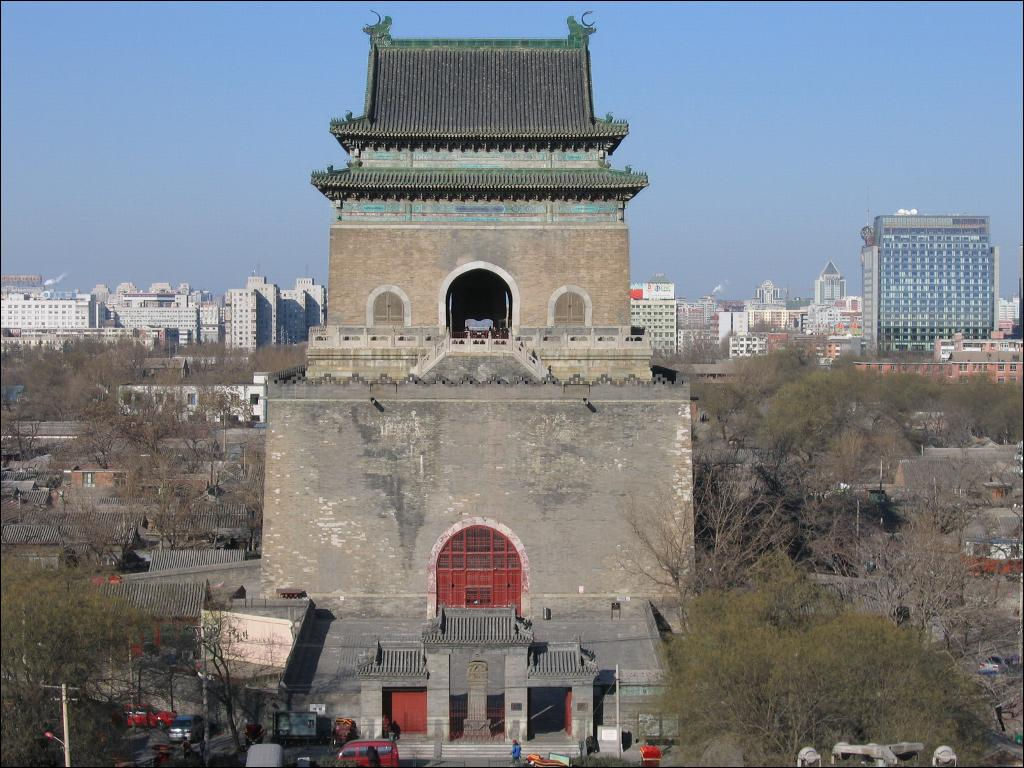
1272年建造の鐘楼
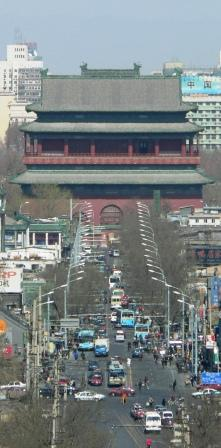
鼓楼。1272年建造
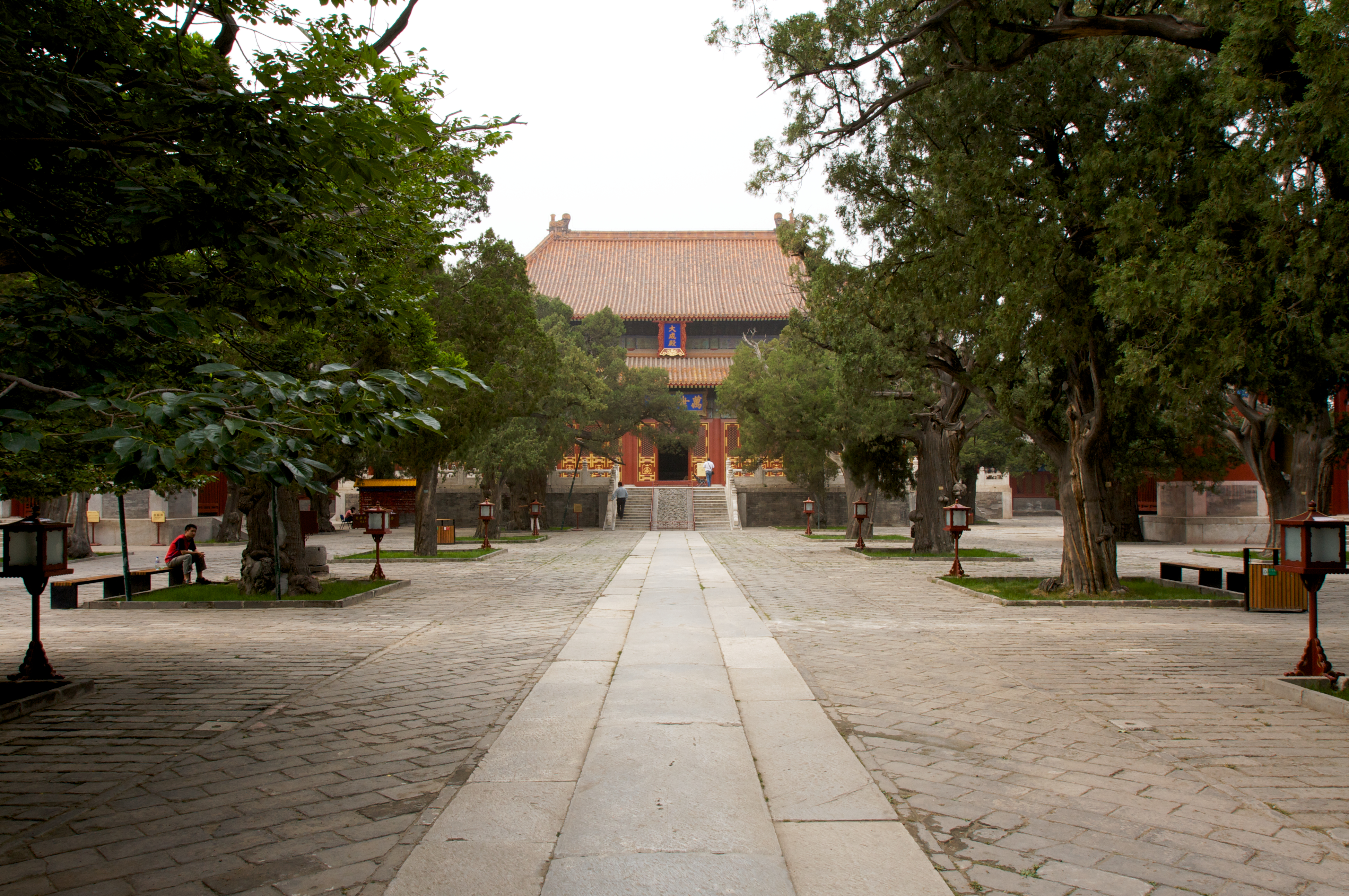
1302年創建の北京孔子廟（中国語版）
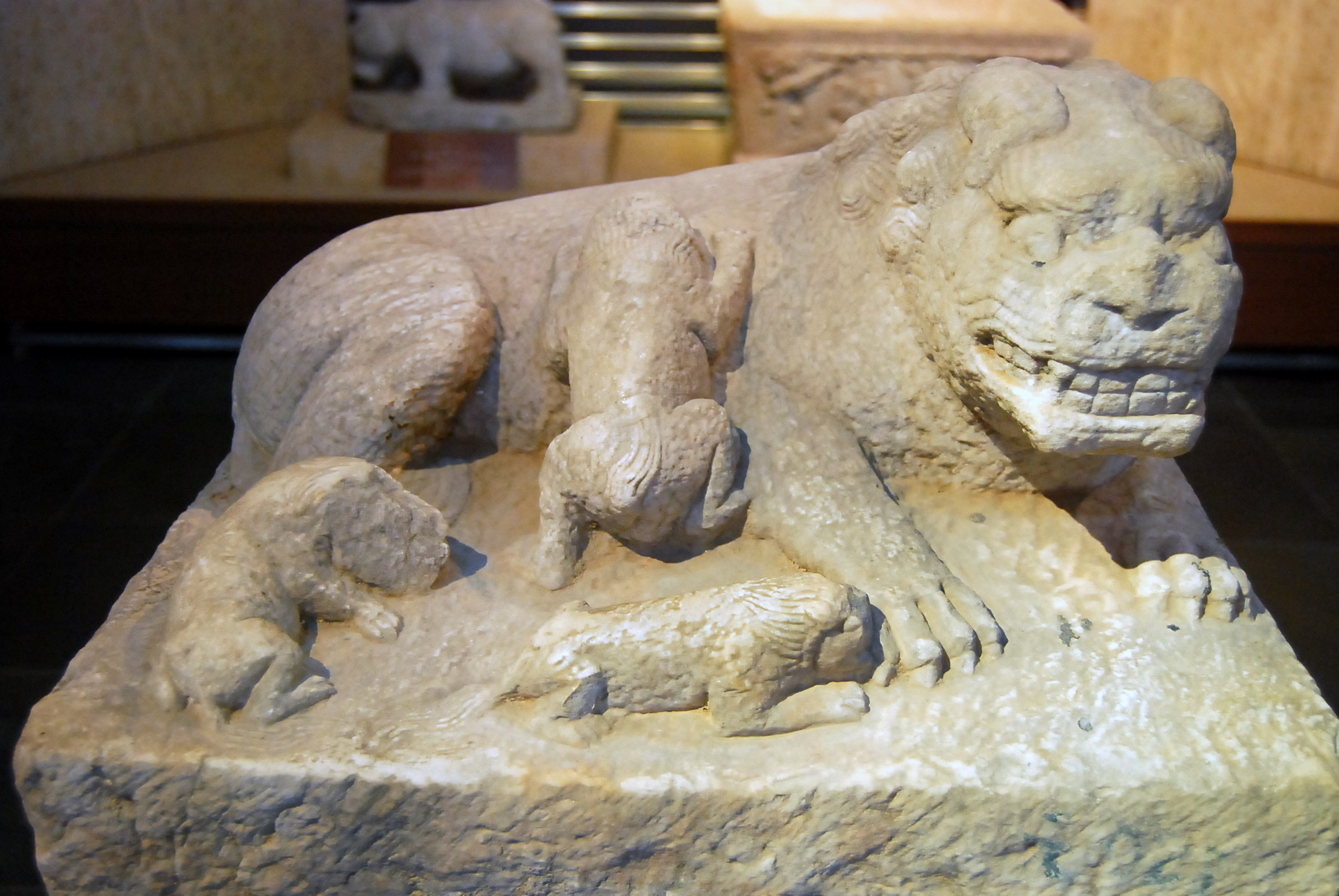
大都の旧城壁にあった石彫獅子像（北京石刻芸術博物館所蔵）
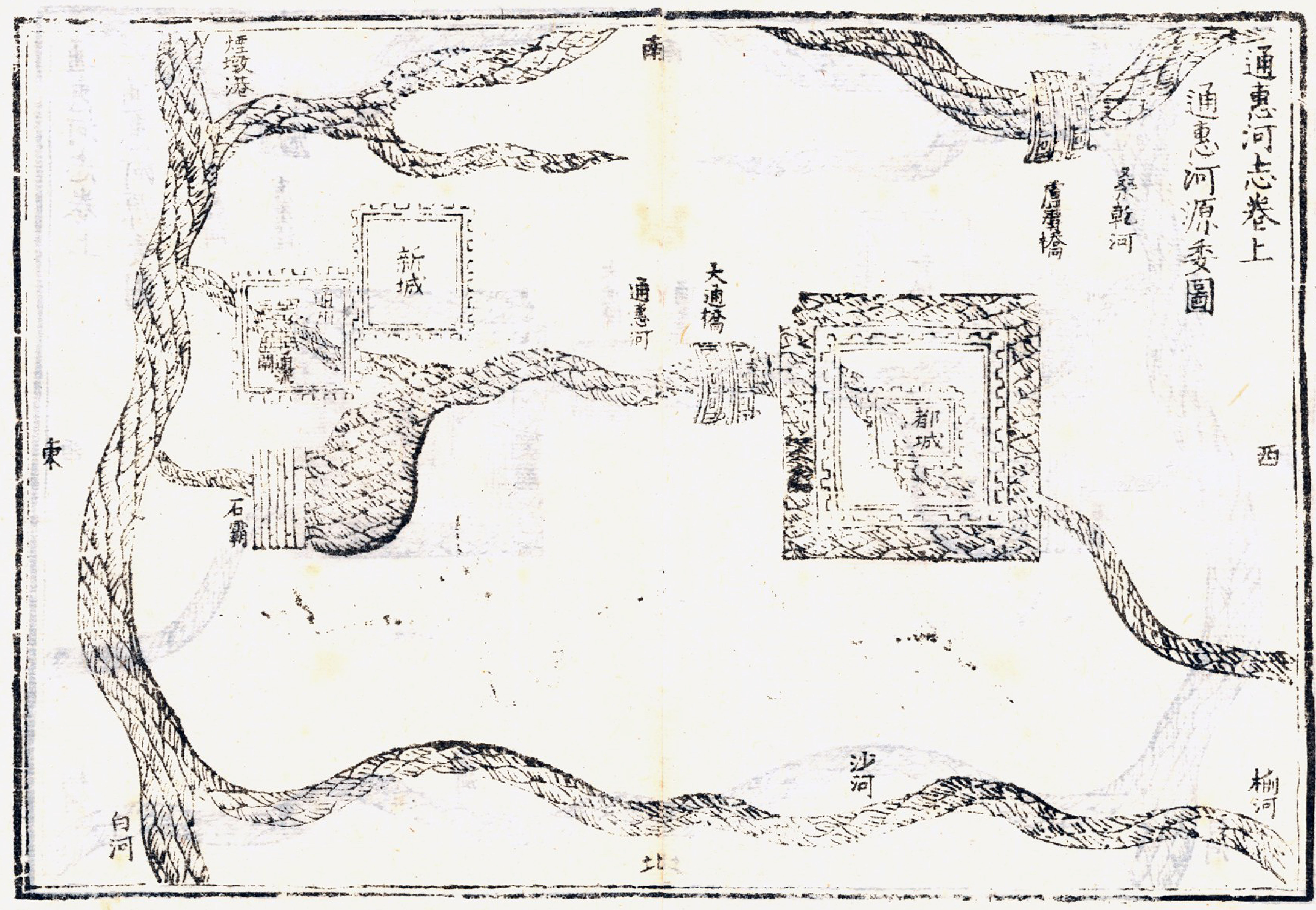
呉仲（明代）著『通恵河志』より「通恵河源委図」
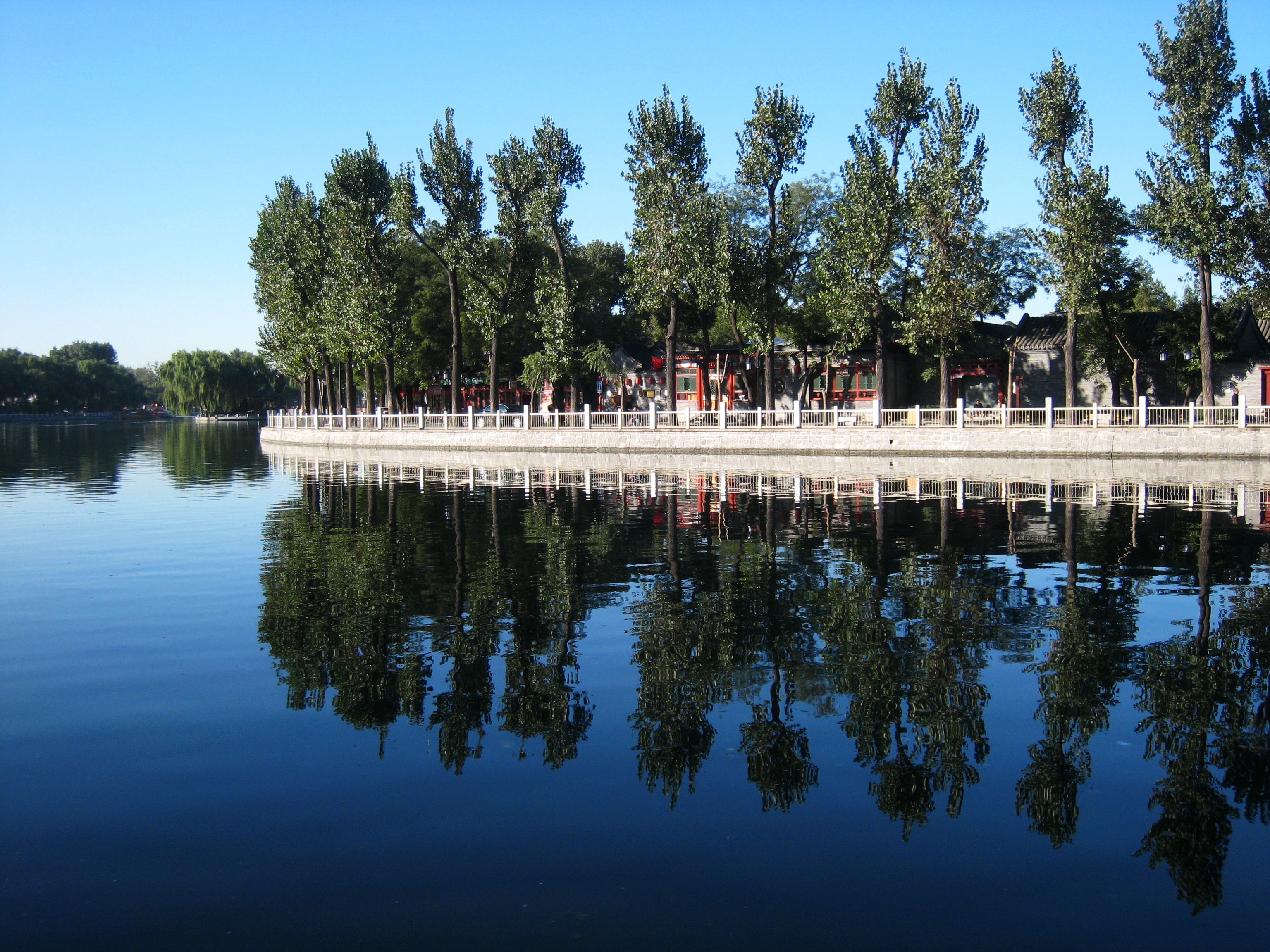
大運河の一部であった北京の什刹海（中国語版）
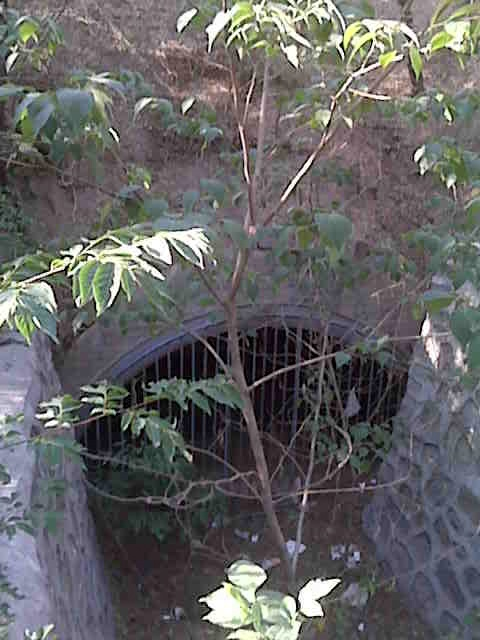
大都北城垣水関遺跡
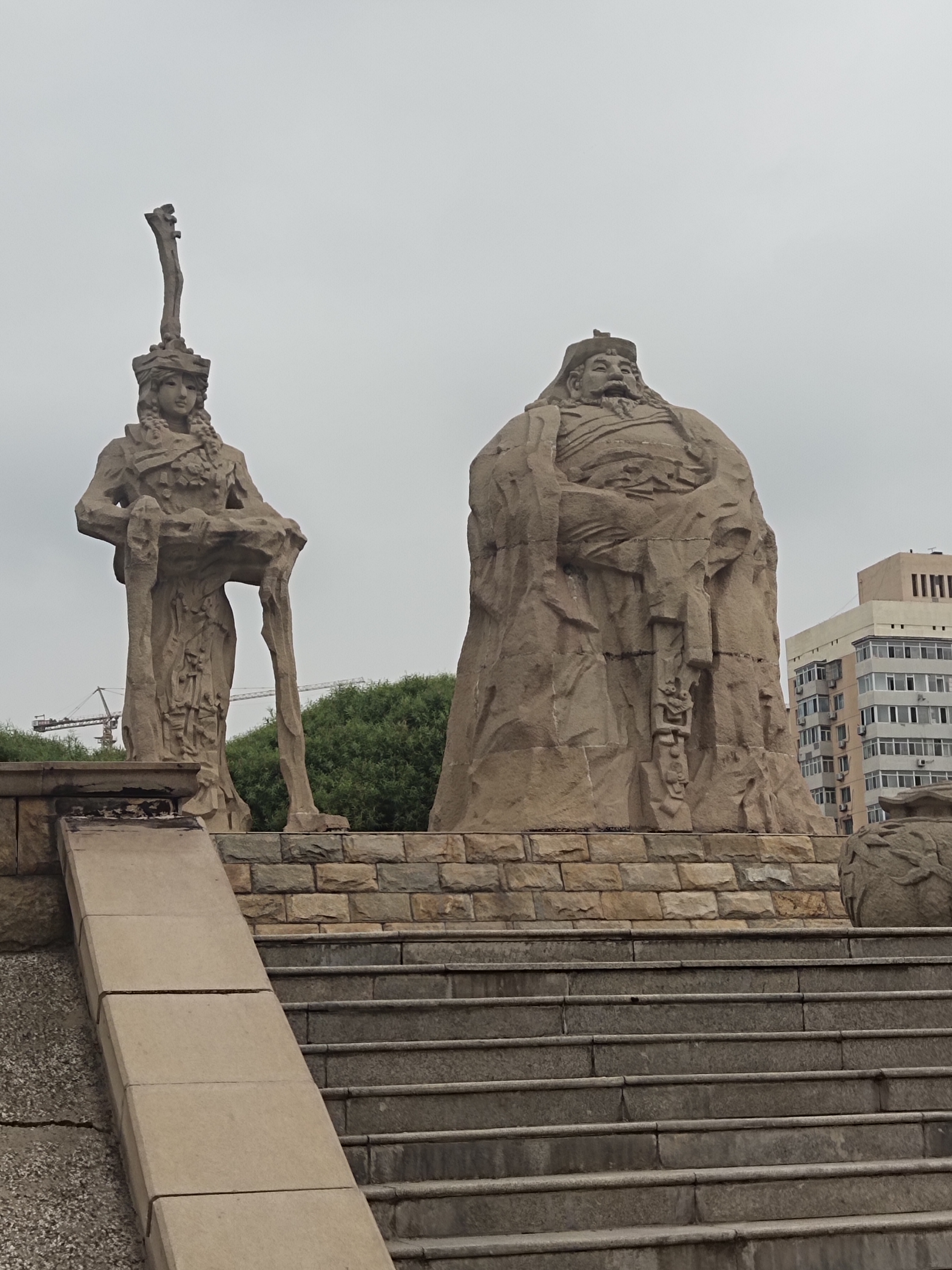
元大都城垣遺跡公園（中国語版）（海淀区）のクビライ像
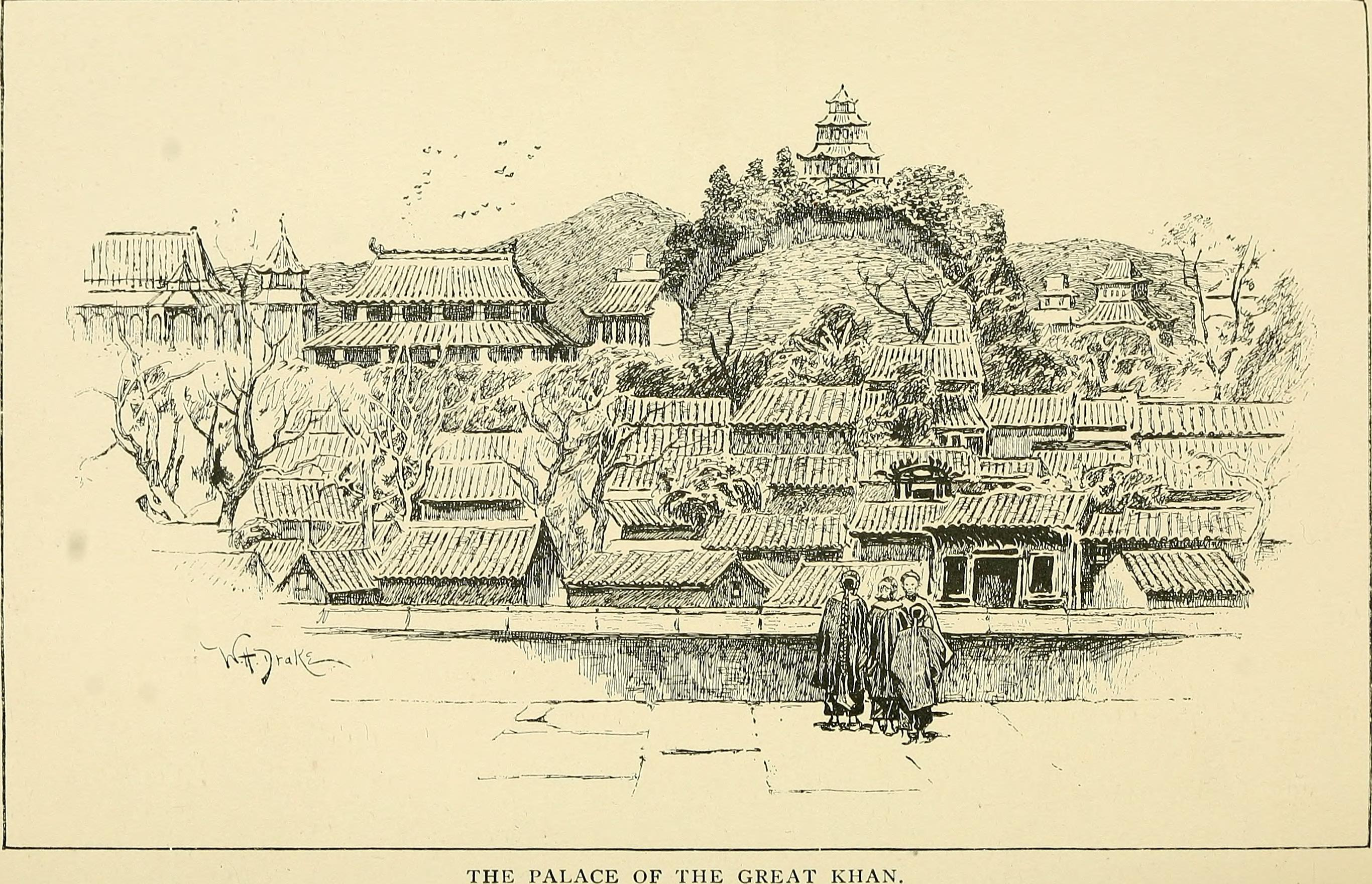
マルコ・ポーロ『世界の記述』に基づいて西洋で描かれた宮殿想像図
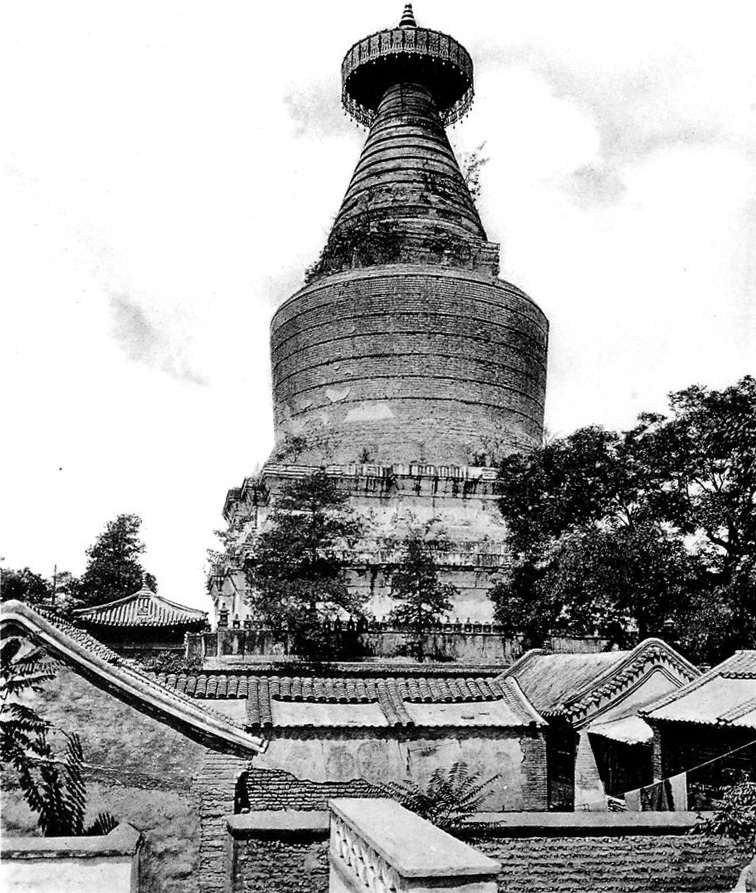
妙王寺白塔

## 現在
1957年に北京市の文物保護単位となるが、1960年代に入ると北京市は年々増加する交通渋滞を緩和するため市街地を取り巻く城壁を、保護を訴えた梁思成の意見を部分的に受け入れて一部だけ残しつつ、他は撤去することを決定した。1968年、この工事にともない北京市西城区の西直門を取り壊した際、その中から元代に建設された和義門が発掘された。西直門は、和義門にさらに土をかぶせる形で建設されていたのである。城門の残存部の高さは約22m、門道は長さ9.92m、幅4.62mで、磚（せん、煉瓦）で敷きつめられた門の上には、幅三間の城楼があったと推測される。大都の遺物が発掘されるのはきわめてまれで、他には同じく西城区の一角にあった貴族の邸宅跡の調査があるのみであった。
現在北京市内で確認できる大都の遺構は、西城区の積水潭（現在の什刹海）などの池や、海淀区から朝陽区にかけてある西土城と北土城が残る元大都城垣遺跡公園のみである。後者は2003年から北京夏季五輪での観光地として大々的な整備が行われ、2006年に全国重点文物保護単位となった。
2016年5月5日、中国の故宮博物院は紫禁城の隆宗門の地下から皇帝の住居である大内宮殿を発掘したと発表した。